# Тринадцята династія єгипетських фараонів
XIII династія — одна з династій фараонів, що правили в Стародавньому Єгипті під час так званого Другого перехідного періоду в XVIII — XVII століттях до н. е.

## Історія
Згідно Манефона, XIII династія, як і  XII, походила з міста  Фіви. Вона була прямим продовженням XII династії. Існує гіпотеза, що фараони Себекхотеп II і Аменемхет V були синами фараона  Аменемхета IV з XII династії.
За припущенням данського єгиптолога Кіма Рехолта, поділ XII і XIII династії стався через те, що під час правління Нефрусебек, яка вважається останньою представницею XII династії на єгипетському троні, відбулося зростання самостійності правителів східної частини Дельти, що утворили XIV династію.
У пізніх джерелах час правління цієї династії описується як епоха заворушень і хаосу, проте на думку ряду сучасних єгиптологів цей період, можливо, був більш мирним. Столицею фараонів з XIII династії був Іттауі біля Фаюма. Можливо, що під час більшої частини правління XIII династії Єгипет залишався досить стабільною державою.
Імена фараонів з цієї династії збереглися в ряді царських списків, зокрема — в Туринському. Однак друга частина списку сильно пошкоджена, імена багатьох фараонів не читаються. Точну хронологію визначити неможливо, ряд імен зустрічається тільки на фрагментарних написах і на печатках.
Серед єгиптологів є розбіжності, хто був першим представником династії на троні. Згідно реконструкції Кіма Рехолта, першим правителем з XIII династії був  Себекхотеп Секхемра Хутауі, якого він називає Себекхотеп I.Ця реконструкція підтримується рядом сучасних егіптолов. За іншою гіпотезою, йому передувало правління  Хаанкра Себекхотепа, а Себекхотеп Секхемра Хутауі називається Себекхотепом II.
Представники XIII династії правили з Іттауі протягом 150 років, проте їх влада поступово слабшала. Потім відбулося вторгнення гіксосів. Згідно Манефона гіксоси утворили XV династію, замінивши XIII і XIV династії. Однак сучасні археологічні знахідки, зроблені в Едфу в 2010–2011 роках, з'ясували, що XV династія вже існувала в середині правління XIII династії. Були виявлені як печатки з картушем гіксосського фараона Хіана, так і печатки з картушем фараона з XIII династії  Собекхотепа IV. Контексти даних печаток показують, що ці фараони були сучасниками, з чого можна зробити висновок, що під час правління Собекхотепа IV, одного з могутніх представників XIII династії, її представники вже не контролювали весь Єгипет, в той час частина Нижнього Єгипту вже контролювалася гіксосами.
Останнім представником XIII династії, який залишив сліди правління і у Верхньому, і в Нижньому Єгипті, був Мернофера Аіб. Його наступники, починаючи з Мерхотепа Іні, судячи з усього правили вже тільки в Верхньому Єгипті.
Час правління династії єгиптологи відносять до:
- 1785-? рр. до н. е. — По  І. Бікерману.
- 1794/1793-1648/1645 рр. до н. е. — По Ю. фон Бекерату.
- 1759- бл. 1630 рр. до н. е. — По Е. Хорнунгу, Р. Крауссу і Д. Уорбертону.

## Список фараонів
| Ім'я                             | Хронологія                          | Хронологія               | Хронологія | Зіставлення з древніми списками фараонів | Зіставлення з древніми списками фараонів        | Зіставлення з древніми списками фараонів |
| Ім'я                             | Е. Хорнунг, Р. Краусс, Д. Уорбертон | І. Г. Франк- Каменецький | К. Ріхольт | Античні автори (цитуя Манефона)          | «Туринський список»                             | «Карнацький список»                      |
| Схотепібра                       | —                                   | —                        | —          | —                                        | 6.4. [Схотеп]-іб-ра                             | —                                        |
| Угаф                             | 1. 1759–1757                        | 1759–1757                | 1766–1764  | —                                        | 6.5. Хуи-тауи-ра                                | 51. Хуі-тауі-ра                          |
| Аменемхет Сенебеф, Аменемхет V ? | —                                   | 1757–1752                | 1800–1796  | —                                        | 6.6. Сехем-ка-ра Амен-[ем-хет се-неб]еф         | —                                        |
| Сехемрахутаві Хабав              | —                                   | 1752–1746                | 1775–1772  | —                                        | —                                               | —                                        |
| Аменемхет V                      | —                                   | 1746–1743                | 1796–1793  | —                                        | 6.7. [А]мен-ем-хет[…]                           | 37. Сеан-хіб-ра                          |
| Амені Кемау                      | —                                   | 1743–1742                | —          | —                                        | 6.8. Схотеп-іб-ра                               | —                                        |
| Іуфні                            | —                                   | 1741                     | 1788       | —                                        | 6.9. Іуф-ні                                     | —                                        |
| Аменемхет VI                     | —                                   | 1730–1724                | 1788–1785  | —                                        | 6.10. Санх-іб-ра                                | —                                        |
| Небнун, Небенну                  | —                                   | 1738/39                  | 1785–1783  | —                                        | 6.11. Семен-ка-ра                               | —                                        |
| Хорнеджеф-Хоріотеф               | —                                   | 1738                     | 1791–1788  | —                                        | 6.12. Схотеп-іб-ра                              | —                                        |
| Суаджкара                        | —                                   | —                        | 1781       | —                                        | 6.13. Суадж-ка-ра                               | —                                        |
| Сенеджемібра, Неджемібра         | —                                   | 1736                     | 1780       | —                                        | 6.14. Сенеджем-іб-ра                            | —                                        |
| Себекхотеп I                     | —                                   | —                        | 1780–1777  | —                                        | 6.15. Себек-хотеп-ра                            | 47. Хаі-анх-ра                           |
| Ренсенеб                         | —                                   | —                        | 1777       | —                                        | 6.16. Рен-сенеб                                 | —                                        |
| Гор I                            | —                                   | 1732                     | 1777–1775  | —                                        | 6.17. Аут-іб-ра                                 | —                                        |
| Аменемхет VII                    | 2. 1753–1748                        | 1731–1724                | 1769–1766  | —                                        | 6.18. Седжефа[…]-ка-ра                          | —                                        |
| Себекхотеп II                    | 3. 1737–1733                        | 1724–1718                | —          | —                                        | 6.19. Сехем-ра-хуі-тауі Себек-хотеп             | 36. Сехем-ра-хуі-тауі                    |
| Хенджер                          | 4. 1732–1728                        | 1718–1712                | 1764–1759  | —                                        | 6.20. Усер-[ка]-ра [Хе]нджер                    | —                                        |
| Імірамеша                        | —                                   | 1711                     | 1759–?     | —                                        | 6.21. Імі-ра-меша                               | —                                        |
| Ініотеф IV, Антеф IV             | —                                   | 1710                     | —          | —                                        | 6.22. […]-ка-[ра] Ініотеф                       | —                                        |
| Сутех IV, Сетх IV                | —                                   | —                        | ?–1749     | —                                        | 6.23. […]-іб-[ра] Сутех                         | —                                        |
| Ібі II                           | —                                   | —                        | —          | —                                        | —                                               | —                                        |
| Аакеніу                          | —                                   | 1740                     | —          | —                                        | —                                               | —                                        |
| Себекхотеп III                   | 5. 1725–1722                        | 1708–1705                | 1749–1742  | —                                        | 6.24. Сехем-ра Cе-[уаджі-тауі] Собек-хотеп      | 35. Сехем-ра Cе-уаджі-тауі               |
| Неферхотеп I                     | 6. 1721–1710                        | —                        | 1742–1731  | —                                        | 6.25. Хаі-сехем-ра Нефер-хотеп                  | 34. Хаі-сехем-ра                         |
| Сагатор                          | —                                   | 1694                     | 1733       | —                                        | 6.26. Са-хут-хор-ра                             | —                                        |
| Себекхотеп IV                    | 7. 1709–1701                        | 1694–1685                | 1732–1720  | Хенефрес                                 | 6.27. Хаі-нефер-ра Собек-хотеп                  | 33. Хаі-нефер-ра                         |
| Себекхотеп V                     | 8. 1700–1695                        | 1685–1680                | 1717–1712  | —                                        | 7.1. Хаі-хотеп-ра                               | 46. Ха-хотеп-ра                          |
| Яїб                              | 9. 1695–1685                        | 1680–1670                | 1712–1701  | —                                        | 7.2. Уах-іб-ра Іаіб                             | —                                        |
| Мернофера Аїб, Айя I             | 10. 1684–1681                       | 1669–1656                | 1701–1677  | —                                        | 7.3. Мери-нефер-ра                              | —                                        |
| Себекхотеп VI Sobekhotep VI.     | —                                   | 1656–1654                | 1720–1717  | —                                        | 7.4. Мері-хотеп-ра                              | 50. Мері-хотеп-ра                        |
| Іні I                            | 11. 1660–1659                       | 1656–1654                | 1677–1675  | —                                        | 7.4. Мері-хотеп-ра                              | 50. Мері-хотеп-ра                        |
| Санхенра Суаджту                 | ?. ?–?                              | 1654–1651                | 1675–1672  | —                                        | 7.5. Санх-ен-ра Суадж-ту                        | —                                        |
| Інед                             | ?. ?–?                              | —                        | 1672–1669  | —                                        | 7.6. Мері-сехем-ра Інед                         | —                                        |
| Неферхотеп II                    | —                                   | —                        | —          | —                                        | —                                               | 41. Мері-се-хем-ра                       |
| Гор II, Хорі                     | ?. ?–?                              | 1647                     | 1669–1664  | —                                        | 7.7. Суадж-ка-ра Хорі                           | —                                        |
| Себекхотеп VII                   | —                                   | 1646–1644                | 1664–1662  | —                                        | 7.8. Мері-ка-ра Хаі-собек[…]                    | 42. Мері-ка-ра                           |
| —                                | —                                   | —                        | —          | —                                        | 7.9. [………] 7.10. [………] 7.11. [………] 7.12. [……]дж | —                                        |
| —                                | —                                   | —                        | —          | —                                        | 7.9. [………] 7.10. [………] 7.11. [………] 7.12. [……]дж | —                                        |
| Дудімос I                        | ?. ?–?                              | 1640                     | —          | Тімаос/ТутімеосІФ ?                      | 7.9. [………] 7.10. [………] 7.11. [………] 7.12. [……]дж | —                                        |
| —                                | —                                   | —                        | —          | —                                        | 7.9. [………] 7.10. [………] 7.11. [………] 7.12. [……]дж | —                                        |
| Дудімос II Djedneferre Dedumose  | —                                   | —                        | —          | —                                        | 7.13. […]-мес                                   | —                                        |
| Ібі III                          | —                                   | —                        | —          | —                                        | 7.14. […]-маат-ра [І]бі […]                     | —                                        |
| Гор III                          | —                                   | —                        | —          | —                                        | 7.15. [Усір/Сехем]-убен-[ра] Хор                | —                                        |
| Се…кара                          | —                                   | —                        | —          | —                                        | 7.16. […]-ка-ра                                 | —                                        |
| Сенебміу Sewahenre Senebmiu      | —                                   | 1640                     | —          | —                                        | 7.17. […]-ен-ра                                 | 49. Сау-хен-ра                           |
| Сехенра                          | —                                   | 1640                     | 1805–1780  | —                                        | 7.17. […]-ен-ра                                 | 49. Сау-хен-ра                           |
| —                                | —                                   | —                        | —          | —                                        | 7.18. [……]-ра                                   | —                                        |
| —                                | —                                   | —                        | —          | —                                        | 7.19. [………]                                     | —                                        |
| —                                | —                                   | —                        | —          | —                                        | 7.20. [………]                                     | —                                        |
| —                                | —                                   | —                        | —          | —                                        | 7.21. […]р[…]-ра                                | —                                        |
| Мерхеперра                       | —                                   | —                        | —          | —                                        | 7.22. Мері-хепер-ра                             | —                                        |
| Меркара                          | —                                   | —                        | —          | —                                        | 7.23. Мері-ка-[ра…]                             | —                                        |
| Сенусерт IV, Сесостріс IV        | —                                   | —                        | —          | —                                        | —                                               | —                                        |
| Монтуемсаф Mentuemsaf            | —                                   | —                        | —          | —                                        | —                                               | —                                        |
| Неферхотеп III Neferhotep III.   | —                                   | —                        | 1629–1628  | —                                        | —                                               | —                                        |
| Ментухотеп V                     | —                                   | —                        | —          | —                                        | —                                               | —                                        |
| Неркара                          | —                                   | —                        | 1796       | —                                        | —                                               | —                                        |
| Усермонту Usermonth              | —                                   | —                        | —          | —                                        | —                                               | —                                        |
| Себекхотеп VIII Sobekhotep VIII. | —                                   | —                        | 1645–1629  | —                                        | —                                               | 43. Сеу-сер-тауі                         |
| Іні II                           | —                                   | —                        | —          | —                                        | —                                               | —                                        |
| Ментухотеп VI                    | —                                   | —                        | —          | —                                        | —                                               | —                                        |
| Сенааїб                          | —                                   | —                        | —          | —                                        | —                                               | —                                        |
| Себекхотеп IX                    | —                                   | —                        | —          | —                                        | —                                               | —                                        |
| Упуаутемсаф                      | —                                   | —                        | —          | —                                        | —                                               | —                                        |
| Мерітауі                         | —                                   | —                        | —          | —                                        | —                                               | —                                        |
| Себекаі                          | —                                   | —                        | —          | —                                        | —                                               | —                                        |
| Хуіікер                          | —                                   | —                        | —          | —                                        | —                                               | —                                        |
| Сеанхптах                        | —                                   | —                        | —          | —                                        | —                                               | —                                        |
| Сакара                           | —                                   | —                        | —          | —                                        | —                                               | —                                        |
| Пентіні                          | —                                   | —                        | —          | —                                        | —                                               | —                                        |

|                                                              |                                    |                           |                                     |                        |
| Хор I (Статуя Ка (однієї з душ людини в міфології єгиптян) . | Рельєф з картушем Себекхотепа III. | Неферхотеп I (Статуетка). | Себекхотеп IV (Статуя Лувр, Париж). | Себекхотеп V (Статуя). |